# Marteau (cocktail)
 (janvier 2017).
Si vous disposez d'ouvrages ou d'articles de référence ou si vous connaissez des sites web de qualité traitant du thème abordé ici, merci de compléter l'article en donnant les références utiles à sa vérifiabilité et en les liant à la section « Notes et références ».
Pour les articles homonymes, voir Marteau.
Le Marteau est un cocktail composé de vodka, de crème de menthe et de glace d'eau,.
Il se distingue du Vodka Stinger par la quantité de crème de menthe ajoutée au mélange.